# Meriwether Lewis
Meriwether Lewis (ur. 18 sierpnia 1774 w Charlottesville, zm. 11 października 1809 w Hohenwald) – amerykański podróżnik i odkrywca.

## Życiorys
Lewis urodził się w rodzinie plantatorskiej z Wirginiii w 1774 r. Jego ojciec był oficerem w czasie amerykańskiej wojny o niepodległość. Zmarł, kiedy Meriwether miał 5 lat. Przez krótki czas chłopiec mieszkał razem z matką w Georgii – przeprowadziła się ona tam do swojego drugiego męża.
Po krótkim okresie zarządzania rodzinną plantacją w Wirginii, Lewis wstąpił do milicji stanowej w 1794 i brał udział w tłumieniu rozruchów w Pensylwanii, tzw. „Whiskey Rebellion”. Następnie kontynuował karierę wojskową jako oficer w armii, służąc na granicy Ohio i Tennessee. i osiągnął stopień kapitana w 1801. Wtedy też otrzymał zaproszenie od prezydenta Thomasa Jeffersona, starego przyjaciela rodziny, aby został jego prywatnym sekretarzem.
Jefferson prawdopodobnie wybrał Lewisa na to stanowisko, mając nadzieję, że obejmie on dowodzenie ekspedycją transkontynentalną. Jefferson chciał, aby taka ekspedycja miała miejsce w 1792. Lewis był wśród pierwszych ochotników do jej poprowadzenia, lecz jego młody wiek i brak doświadczenia dyskwalifikowały go do objęcia takiego stanowiska w tym czasie. Gdy Lewis nabył już doświadczenia podczas służby granicznej, był kandydatem idealnym. Wystarczyło tylko podjęcie przez niego pewnych studiów o charakterze naukowym, które miały mu się przydać w czasie ekspedycji. W latach 1801–1803, gdy gromadzono fundusze na wyprawę, Lewis doszkalał się wraz z innymi członkami ekspedycji na University of Pennsylvania i zbierał informacje na temat planowanej trasy podróży.
Na współdowódcę wyprawy Lewis wybrał Williama Clarka, z którym służył w milicji stanowej w 1795. Wyprawa zakończyła się sukcesem, a Clark i Lewis, wyruszywszy w 1803, w 1805 dotarli do wybrzeży Pacyfiku (szczegóły wyprawy – zobacz: William Clark). W 1806 wyprawa wróciła do Stanów Zjednoczonych.
Po rezygnacji ze służby wojskowej Lewis został gubernatorem Terytorium Luizjany w 1808. We wrześniu 1809 wyruszył w podróż do Waszyngtonu, aby odpowiedzieć na skargi, jakie kierowano pod jego adresem. Nie dotarł jednak do celu i zginął gwałtowną i tajemniczą śmiercią w karczmie, 70 mil na południowy zachód od Nashville w Tennessee. Czy popełnił samobójstwo, jak myślał Jefferson, czy też został zamordowany, jak myślała rodzina, nie wiadomo do dziś.